# Hubert Follenfant
Hubert Follenfant, né en 1949 à Angers est un navigateur et régatier professionnel français quatre fois vice-champion du monde de 470.

## Biographie
Né dans une famille angevine, très impliquée dans le monde de la voile, il fait ses premières armes aux scouts marins puis se perfectionne dans la pratique du dériveur sur la Maine près d'Angers. Les vents changeants de la Maine exigent une telle expertise dans le réglage des voiles qu'il acquiert rapidement un très haut niveau. Il gravit les échelons pour aboutir dans la catégorie 470. Avec son jumeau, Philippe il devient, en 1970, Champion d'Europe puis vice-champion du monde de 470 lors du premier Championnats du monde de 470 à Lacanau. Ils récidivent l'année suivante aux Championnats du monde de 470 d'Ostende, puis encore en 1972 à Montréal. En 1975 ils sont pour la quatrième fois Vice-champions du monde à New-York.
En solitaire, Hubert Follenfant s'illustre tout particulièrement lors des solos Guy Cotten au départ de Concarneau ainsi que lors de la régate du Figaro.

## Palmarès
- 1970
  -  champion d'Europe de 470
  -  vice-champion du monde de 470

- 1971
  -  vice-champion du monde de 470

- 1972
  -  vice-champion du monde de 470

- 1975
  - 4e de la 1re Coupe Internationale de Printemps à Bormes-les-Mimosas[1]
  -  vice-champion du monde de 470